# (2630) Hermod
(2630) Hermod (1980 TF3) – planetoida z pasa głównego asteroid okrążająca Słońce w ciągu 5,4 lat w średniej odległości 3,08 j.a. Odkryta 14 października 1980 roku.